# Cintura orogenetica dell'Asia centrale
La cintura orogenetica dell'Asia centrale (nella letteratura specializzata abbreviata in CAOB, acrostico della terminologia in lingua inglese Central Asian Orogenic Belt), è uno dei più estesi sistemi orogenetici del nostro pianeta, sviluppatosi per circa 800 milioni di anni dal tardo Mesoproterozoico fino al Triassico inferiore. La cintura contiene evidenze dei processi geodinamici di uno dei più importanti episodi di crescita continentale del Fanerozoico.

## Localizzazione
La cintura orogenetica si estende dagli Urali all'Oceano Pacifico, occupando un'area di 5,3 milioni di chilometri quadri, che rappresentano circa l'11 % della superficie dell'Asia. È delimitata a nord dal cratone siberiano e a sud dal cratone della Cina del Nord e dal cratone del Tarim che fa da substrato per il bacino del Tarim. La cintura comprende parti di sei nazioni: Cina, Mongolia, Russia, Kazakistan, Kirghizistan e Uzbekistan.
Include catene montuose a nord del Tibet, come i monti Tien Shan (che in cinese significa "montagne del cielo") dove è esposto un buon esempio di accrezione ad arco del Paleozoico. Anche i Monti Altaj espongono un complesso di terrane accrezionario in Russia, Kazakistan, Cina nordoccidentale e Mongolia occidentale.
Le rocce della cintura orogenetica dell'Asia centrale sono ben esposte in Kazakistan, nella catena del Gobi meridionale nel sud della Mongolia, nel Beishan e la Mongolia Interna nella Cina settentrionale, nei Monti Saiani della Siberia meridionale subito a nord della Mongolia, nelle catene della Buriazia nella Siberia meridionale a sud del Lago Bajkal e nell'estrema parte orientale di Cina e Russia.

## Evoluzione geologica
Negli ultimi due decenni c'è stato un intenso dibattito relativo all'evoluzione tettonica della CAOB; le interpretazioni rientrano sostanzialmente in due gruppi.
Un gruppo di ricercatori suggerisce che la cintura sia cresciuta, nel corso del Neoproterozoico e del Paleozoico, partendo da un margine del cratone siberiano ed estendendosi verso sud con l'accrezione di un arco insulare e blocchi continentali del Precambriano, fino a che l'evoluzione si arrestò in seguito allo scontro con in cratoni della Cina del Nord e di Tarim, tra la fine del Paleozoico e l'inizio del Mesozoico. Le posizioni paleogeografiche originarie dei blocchi continentali sono ancora oggetto di discussione, ma alcuni studi suggeriscono un'affinità con il Gondwana per molti dei terrane alloctoni, mentre altri propongono per un'origine siberiana o dal fiume Tarim per gli stessi blocchi.
Un secondo gruppo di ricercatori considera che la CAOB sia composta principalmente da enormi complessi di subduzione-accrezione risalenti al Paleozoico, che si sono accumulati contro un singolo e lungo arco magmatico.
La CAOB, come altri grandi processi orogenetici accrezionari, consiste di:
1. cunei di accrezione;
2. archi insulari, sistemi di bacini di avantarco e retroarco, ofioliti fortemente smembrate, plateau oceanici;
3. blocchi di crosta continentale più vecchia, di età compresa tra l'Archeano e il Neoproterozoico;
4. graniti e rocce metamorfiche sin-orogeniche, che includono anche metamorfismo di pressione ultra-alta;
5. bacini sedimentari clastici;
6. granitoidi post-collisionali del Permiano e siti magmatici intraplacca. Zone di taglio su larga scala risalenti al tardo Paleozoico seguono la grana orogenetica.

L'evoluzione tettono-magmatica è oggetto di alcune controversie. La prima è il problema del rapporto tra crosta giovanile e riciclata nella formazione delle rocce magmatiche della CAOB. Da un lato la CAOB viene considerata il più importante sito di formazione di crosta giovanile dal Neoproterozoico, perché durante la sua amalgamazione, che ha visto terrane di differenti origini geodinamiche sovrapposti da unità magmatiche, si sono generate grandi quantità di magma granitici con una marcatura giovanile degli isotopi del neodimio.
Tuttavia, recenti datazioni cronologiche basate su detriti di zircone e datazione radiometrica degli zirconi ha confermato un ruolo importante della crosta più vecchia nell'evoluzione dell'orogene.
Gli spettri di datazione della piccola quantità di zirconi del Neoproterozoico e quella ben maggiore del Paleozoico, sono in ottima corrispondenza con una crescita crostale della CAOB, ma i picchi più vecchi corrispondenti a 1,8 e 2,7 miliardi di anni fa, suggeriscono un coinvolgimento della crosta più vecchia.